# Dreifaltigkeitskirche (Berlin-Friedrichshain)

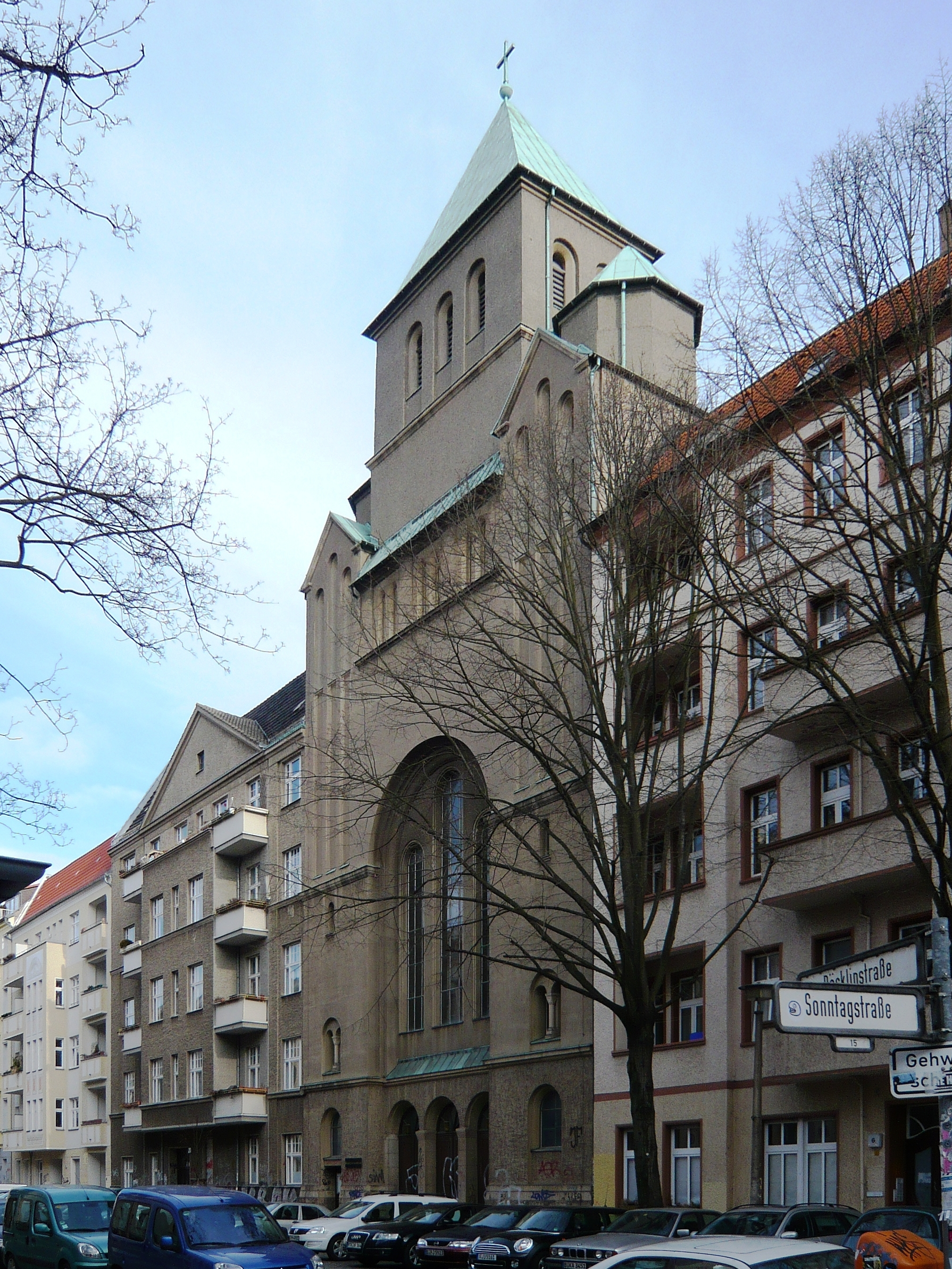
Dreifaltigkeitskirche

Die römisch-katholische Dreifaltigkeitskirche in der Böcklinstraße 7/8 im Berliner Ortsteil Friedrichshain des Bezirks Friedrichshain-Kreuzberg steht unter Denkmalschutz. Das in die geschlossene Blockrandbebauung integrierte Kirchengebäude und das Pfarrhaus wurden 1913–1915 nach Plänen von Wilhelm J. Frydag (andere Schreibweise Freydag) im Architekturstil der beginnenden Moderne mit Reminiszenzen an die Neuromanik gebaut.

## Geschichte
Im Jahr 1889 wurde die eigenständige Landgemeinde Boxhagen-Rummelsburg mit über 10.000 Einwohnern gebildet. Die Industrielle Revolution führte in den folgenden Jahren zu umfangreicher Bevölkerungszunahme mit entsprechendem Wohnungsbau. Ab 1912 kam die Landgemeinde zur Stadt Lichtenberg, die 1920 Bestandteil von Groß-Berlin wurde. Nach 1938 erfolgte ein neuer Zuschnitt der Verwaltungsbezirke und so kam das Gebiet der früheren Landgemeinde zu Teilen nach Friedrichshain und nach Rummelsburg im Bezirk Lichtenberg.

## Kirchengeschichte
Für die katholischen Einwohner von Boxhagen-Rummelsburg, von der Gemeinde Lichtenberg und der Kolonie Friedrichsberg (heute: Frankfurter Allee Süd) wurde im Jahr 1892 die Pfarrkirche St. Mauritius eingeweiht.
Bald war aber ein zweites Gotteshaus für die inzwischen auf 20.000 Personen gewachsene katholische Gemeinschaft nötig. Die Kirchengemeinde erwarb zwei Flurstücke, auf denen ursprünglich Mietshäuser privater Bauherren entstehen sollten. Die Einordnung katholischer Kirchen in die Straßenhäuserfronten war von der als „Kirchenjuste“ bekannten Kaiserin Auguste Viktoria angeordnet worden. Denn nur evangelische Kirchengebäude erhielten staatliche finanzielle Unterstützung und größere Gestaltungsfreiheiten. Mit der Bauplanung konnte die Kirchenleitung den Architekten Frydag aus Grunewald, damals eine Villenkolonie südwestlich von Berlin, beauftragen. Seine Entwürfe berücksichtigten alle oben genannten Einschränkungen und boten eine möglichst kostengünstige Unterhaltung des Bauwerks. Es erhielt deshalb kein separates Pfarrhaus, sondern die Pfarrerwohnung und die Räume für die Gemeindeverwaltung verlagerte man in ein Mietshaus direkt neben der Kirche. Das auf dem Hof ebenfalls von der Kirchengemeinde errichtete Mietshaus sicherte Einnahmen für die Kirchenkasse.
Die gesamte Bauleitung lag in den Händen des Lichtenberger Maurermeisters Karl Eckhard. Noch in der Zeit des Ersten Weltkriegs, am 27. Juni 1915 konnte das neue Kirchengebäude eingeweiht werden.
Die zuerst bestehende Verbindung zu St. Mauritius wurde 1922 gelöst, die Dreifaltigkeitsgemeinde wurde selbstständig.
Im Jahr 1923 baute die Firma Steinmeyer im Kirchenraum eine Orgel ein. Erst 1924 wurden die drei Glocken in den Turm aufgezogen.
Im Zweiten Weltkrieg, am 26. Februar 1945 erlitt das Kirchengebäude durch einen Bombentreffer erheblichen Schaden. Nach Kriegsende begann der Wiederaufbau unter Leitung des Architekten Josef Zeh und unter tätiger Mithilfe engagierter Gemeindemitglieder. Die vorherigen Deckenmalereien wurden nicht wieder aufgebracht, auch die Front des Gebäudes wurde vereinfacht. Am 5. September 1948 markierte ein Festgottesdienst die Wiedereinweihung. Die Dreifaltigkeitskirche gilt damit als das erste nach dem Krieg wiederaufgebaute Gotteshaus in Berlin.
Das Innere musste weitestgehend erneuert werden, die Kreuzwegstationen von 1918 sind allerdings erhalten geblieben.
Infolge des zweiten Vatikanischen Konzils nahm man 1968 im Inneren einige weitere Änderungen vor.
Begünstigt durch die deutsche Wiedervereinigung konnte 1995 das Kircheninnere umfassend renoviert werden, für die Wände wählte man nun wärmere Farben und der Kreuzweg wurde vorsichtig in seinen Originalzustand zurückversetzt.
Im Jahr 2003 fusionierten die katholische Dreifaltigkeitsgemeinde mit der Gemeinde von St. Mauritius (wieder) und sie bilden seitdem die neue Mauritius-Kirchgemeinde. Ihr gehören rund 7000 Mitglieder an.

## Baubeschreibung

### Architektur
Die Kirchenfassade mit dem in die Straßenflucht integrierten 32 Meter hohen Turm sollte zunächst in Konkurrenz zu der gegenüberstehenden Gemeindeschule mit großen Natursteinquadern gestaltet werden. Beschaffung und Transport im Jahr 1914, als sich Deutschland im Ersten Weltkrieg befand, waren teuer und schwer zu bewerkstelligen. So beschränkte man sich auf ein Sockelgeschoss aus Natursteinmauerwerk. Der Rest der Fassade erhielt einen Strukturputz. Das gesamte Fassadenbild erinnert an Westwerke der Romanik. Das Portal wird aus einem nischenartigen Rundbogen über drei Geschosshöhen gebildet. Im Bereich der Fassaden-Mittelachse befinden sich in dieser Wandnische drei rundbogige Arkaden, darüber drei rundbogige langgestreckte Kirchenfenster. Über einem Fries sind drei zweiteilige Fenstergruppen angeordnet.
Der in die Mietshausreihe eingezwängte dreiachsige Turm trägt das leicht zurückspringende querrechteckige Glockengeschoss. Dieser Glockenturm ist durch ein Gesims unterteilt, im oberen Teil sind drei Schallöffnungen auf den Längsseiten und zwei auf den Schmalseiten. Kurze achteckige Türmchen, die aus den beiden Zwerchgiebeln der Außenachsen herauswachsen, flankieren ihn. Alle drei Turmteile sind mit Zeltdächern abgeschlossen.
Die einschiffige Hallenkirche ist ein verputzter Mauerwerksbau mit Pultdach, und nur vom Hof aus zu sehen. Sein Baukörper bildet einen rechten Seitenflügel im Hof. Die Grundfläche ist nicht ganz rechteckig, die parallel zur Straßenseite verlaufende Mauer auf dem Hof bildet eine Abschrägung. Im Mittel besitzt das Kirchenschiff eine Länge von etwa 33 Metern und ist rund 14 Meter breit.

### Inneres

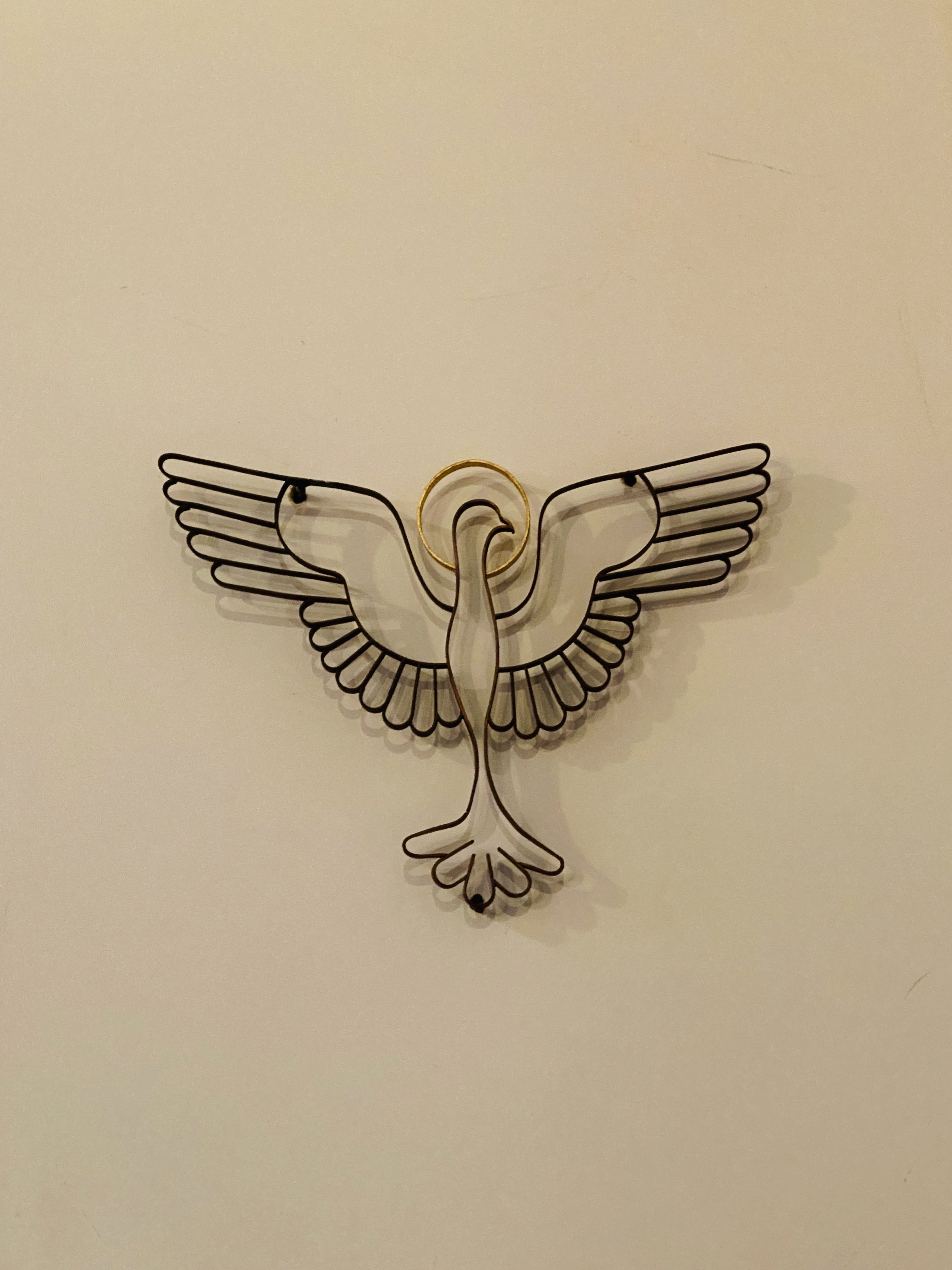
Eine stilisierte Taube repräsentiert den Heiligen Geist in der Dreifaltigkeitskirche

Das Kircheninnere, erst rund zehn Jahre nach Einweihung des Gotteshauses komplett, besteht aus einem lichten Wandpfeilersaal mit seitlichen Durchgängen. Er besitzt eine Kapazität von 300 Sitzplätzen. 1968 erfolgte nach Entwürfen von Alfons Bittner eine Umgestaltung und teilweise Neuausstattung des Kircheninneren: Die Apsis erhielt das Mosaik Heilige Dreifaltigkeit und nimmt damit Bezug auf den Gemeindenamen. Bittner schuf auch ein neues Lesepult und eine moderne Tabernakelstele.
Die Statuen der Maria und des Josef stammen von Hildegard Hendrichs. 1974 wurde der Granitaltar aufgestellt.
Orgel und Glocken sind erhalten.